# Vườn quốc gia Chư Yang Sin
Vườn quốc gia Chư Yang Sin là một khu rừng đặc dụng của Việt Nam. Được thành lập theo quyết định số 92/2002/QĐ-TTg ngày 12 tháng 7 năm 2002 của Thủ tướng chính phủ Cộng hòa Xã hội Chủ nghĩa Việt Nam.

## Điều kiện tự nhiên

### Vị trí địa lý
Vườn quốc gia Chư Yang Sin nằm trên địa bàn các xã: Yang Mao, Cư Drăm, Cư Pui, Hoà Phong, Hoà Lễ, Hoà Sơn, Khuê Ngọc Điền thuộc huyện Krông Bông và các xã: Yang Tao, Bông Krang, Krông Nô, Đắk Phơi thuộc huyện Lắk, tỉnh Đắk Lắk. Tại đây có đỉnh núi Chư Yang Sin (2.442 mét) cao nhất hệ thống núi cao cực Nam Trung Bộ. Phía Đông: dọc sông Krông Bông đến ngã ba suối Ya Brô đến đường phân thủy sông Krông Ana. Phía Tây: từ suối Đắk Cao đến ngã ba suối Đắk Kial và đến đường phân thủy giữa Đắk Cao và Đắk Phơi. Phía Nam: dọc sông Krông Nô, ranh giới Đắk Lắk và Lâm Đồng. Phía Bắc: bắt đầu từ thác Krông Kmar qua dãy Chư Ju - Chư Jang Bông đến suối Ea Ktuor.
Toạ độ địa lý:
Từ 12°14′16″ đến 13°30′58″ vĩ bắc
Từ 108°17′47″ đến 108°34′48″ kinh đông

### Diện tích
Tổng diện tích là: 58.947 ha
Trong đó gồm:
Phân khu bảo vệ nghiêm ngặt: 19.401 ha
Phân khu phục hồi sinh thái: 39.526 ha
Phân khu hành chính, dịch vụ: 20 ha
Diện tích vùng đệm của Vườn quốc gia Chư Yang Sin là 183.479 ha, nằm trên địa bàn các huyện Lạc Dương, Lâm Hà thuộc tỉnh Lâm Đồng và các huyện Krông Bông, Lắk thuộc tỉnh Đắk Lắk.

## Mục tiêu, nhiệm vụ
Bảo vệ mẫu chuẩn các hệ sinh thái rừng trên núi cao Tây Nguyên, bảo tồn các loài động, thực vật hoang dã, đặc biệt là các loài đặc hữu và quý hiếm.
Nghiên cứu khoa học, giáo dục môi trường, phát triển du lịch sinh thái,...
Góp phần phát triển kinh tế, xã hội địa phương.
Bảo vệ rừng đầu nguồn sông Srêpốk, Mê Kông, điều hoà và cung cấp nguồn nước cho sản xuất nông nghiệp.

## Đa dạng sinh học
Có 876 loài thực vật (143 loài đặc hữu Việt Nam, 54 có tên trong sách đỏ Việt Nam); 203 loài chim; 46 loài thú được ghi nhận có mặt ở đây. 

## Hình ảnh

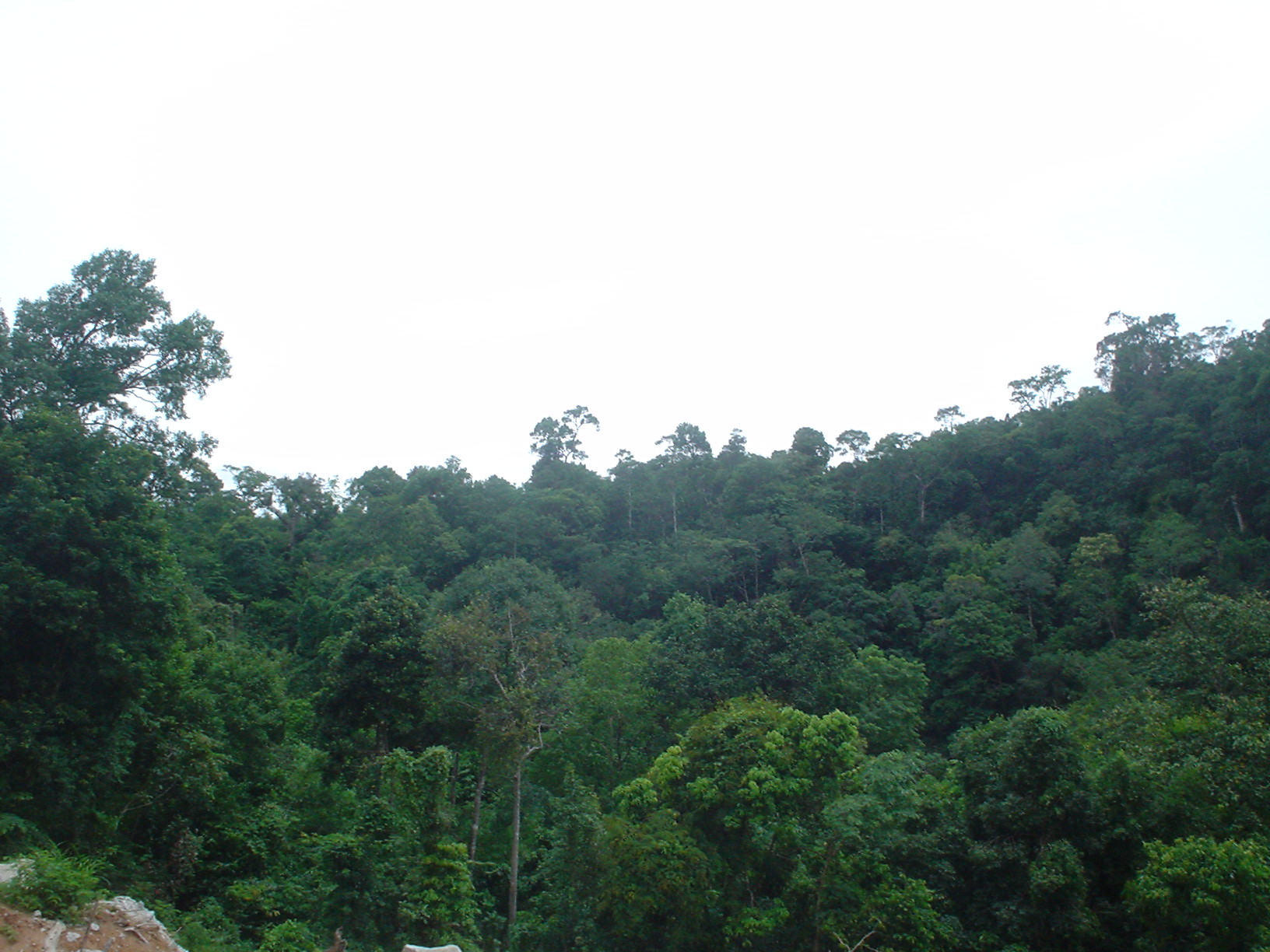